# Blepharis integrifolia
Blepharis integrifolia är en akantusväxtart som först beskrevs av Carl von Linné d.y., och fick sitt nu gällande namn av Ernst Meyer och Drege. Blepharis integrifolia ingår i släktet Blepharis och familjen akantusväxter. Utöver nominatformen finns också underarten B. i. clarkei.